# استان طرطوس
طرطوس (به عربی:  محافظة طرطوس )، نام استانی در کشور جمهوری عربی سوریه است.
این استان در کنار استان لاذقیه تنها منطقه در سوریه است که در جریان جنگ سوریه تماماً در اختیار دولت سوریه بوده.

## جغرافیا
این استان در غرب سوریه و در کنار دریای مدیترانه قرار دارد.
کشور لبنان در جنوب این استان و استان لاذقیه در شمال آن قرار دارد. این استان از غرب به دریای مدیترانه و از شرق به استانهای حمص و حماه محدود می‌گردد.
این استان دارای ساحلی طولانی به طول ۹۰ کیلومتر است که از جنوب استان لاذقیه شروع شده و تا مرزهای شمال لبنان ادامه می‌یابد.
در مقابل این استان چند جزیرهٔ کوچک وجود دارد که عبارت‌اند از:
جزیرهٔ «ارواد»، جزیرهٔ «العباس»، جزیرهٔ «النمل» و جزیرهٔ «ابو علی» تمام این جزیره‌ها خالی از سکنه‌است.
مساحت استان طرطوس در حدود ۱۸۹۱ کیلومتر مربع می‌باشد. طرطوس در ۵۲ درجه و ۳۰ دقیقه طول شرقی و ۳۳ درجه و ۳۰ دقیقه عرض شمالی از نصف‌النهار مبدأ واقع شده‌است.
تا سال ۱۹۷۲ این استان، بخشی از استان لاذقیه به‌شمار می‌رفته‌است.

## وضعیت اقلیمی
طرطوس آب و هوایی معتدل دارد. درجهٔ حرارت در تابستان بین ۳۰ تا ۳۵ درجه سانتیگراد و در زمستان از ۵ تا ۱۰ درجه، و گاهی به زیر صفر نیز می‌رسد.

## جمعیت
در سال ۲۰۱۱ میلادی جمعیت این استان حدود ۸۰۰٬۰۰۰ نفر تخمین زده شده‌است.
در بین چهارده استان سوریه تنها دو استان هستند که در آنها علویان اکثریت جمعیت را در اختیار دارند. استان طرطوس با دارا بودن جمعیت ۷۰٪-۷۵٪ شیعیان علوی یکی از این دو استان است. استان دیگر ، استان لاذقیه است.
| دین مردم استان طرطوس | دین مردم استان طرطوس | دین مردم استان طرطوس | دین مردم استان طرطوس | دین مردم استان طرطوس |
| -------------------- | -------------------- | -------------------- | -------------------- | -------------------- |
| قومیت                | قومیت                |                      | درصد                 | درصد                 |
| علوی                 | علوی                 |                      | ۷۲٪                  | ۷۲٪                  |
| سنی                  | سنی                  |                      | ۱۲٫۵٪                | ۱۲٫۵٪                |
| شیعه                 | شیعه                 |                      | ۱۱٪                  | ۱۱٪                  |
| مسیحی                | مسیحی                |                      | ۵٫۵٪                 | ۵٫۵٪                 |

## منطقه‌ها
استان طرطوس به پنج منطقه تقسیم‌بندی شده‌است که عبارتند از:
- منطقه طرطوس
- منطقه بانیاس
- منطقه الشیخ بدر
- منطقه الدریکیش
- منطقه صافیتا

## شهرها
شهرهای پر جمعیت استان طرطوس به شرح زیر می‌باشند:
- شهر: طرطوس
- شهر: بانیاس
- شهر: صافیتا

## کوه‌ها
منطقهٔ کوها، جزئی از کوه‌های ساحلی ممتد از شمال لواء اسکندرون تا جنوب کوهای لبنان به ارتفاع بین (۴۰۰ تا ۷۰۰) متر از سطح دریا، که به تدریج در جنوب غربی افزایش می‌یابد.
- کوه: النبی صالح بارتفاع ۸۵۰ متر.
- کوه: جبل النبی متی با ارتفاع ۱۰۰۰ متر.

## پیشینهٔ تاریخی
پیشینهٔ تاریخی شهر طرطوس (مرکز استان طرطوس) به دوران اسکندر مقدونی بر می‌گردد. این منطقه به نام امریت (عمریت)، همچنین به نام‌های «انترادو» و «اوسناتو» و ارواد نیز شناخته شده‌است.

## شهرهای تاریخی این استان
- طرطوس
- مشتی الحلو
- الدریکیش